# Псалом 116
Псалом 116 (у масоретській нумерації — 117-й псалом) — 116 псалом із Книги псалмів. Псалом 116 — найкоротший псалом, який складається тільки з двох віршів, а також — найкоротший розділ Біблії.

## Текст
| Вірш | Гебрейська мова                              | Давньогрецька мова (Септуаґінта)                                                      | Латинська мова (Вульгата)                                                              | Українська мова (Переклад Хоменка)                                  |
| ---- | -------------------------------------------- | ------------------------------------------------------------------------------------- | -------------------------------------------------------------------------------------- | ------------------------------------------------------------------- |
| 1    | הַלְלוּ אֶת-יְהוָה, כָּל-גּוֹיִם; שַׁבְּחוּהוּ, כָּל-הָאֻמִּים      | Αλληλουια. Αἰνεῖτε τὸν κύριον, πάντα τὰ ἔθνη, ἐπαινέσατε αὐτόν, πάντες οἱ λαοί,       | Alleluia laudate Dominum omnes gentes laudate eum omnes populi                         | Хваліте Господа, усі народи! Славте його, усі люди!                 |
| 2    | כִּי גָבַר עָלֵינוּ, חַסְדּוֹ-- וֶאֱמֶת-יְהוָה לְעוֹלָם:הַלְלוּ-יָהּ | ὅτι ἐκραταιώθη τὸ ἔλεος αὐτοῦ ἐφ᾽ ἡμᾶς, καὶ ἡ ἀλήθεια τοῦ κυρίου μένει εἰς τὸν αἰῶνα. | Quoniam confirmata est super nos misericordia eius et veritas Domini manet in saeculum | Велике бо до нас його милосердя, і вірність Господа повіки. Алилуя! |